# Фассетт, Каффе
Каффе Фассетт (настоящее имя Фрэнк Хавра Фассетт, родился 7 декабря 1937 г., Сан-Франциско, США) — современный художник американского происхождения, проживающий в Великобритании,  дизайнер, модельер, мастер художественного экспериментального текстиля, живописец, график.
Основные техники: вышивка, лоскутное шитье, вязание, живопись и керамика .

## Ранние годы
Второй из пяти детей, Фассет родился 7 декабря 1937 года в Сан-Франциско, Калифорния, в семье Уильяма и Мадлен, которые построили успешный ресторан "Nepenthe" в Биг-Суре, Калифорния.  Он правнук богатого бизнесмена, юриста и конгрессмена США Джейкоба Слоата Фассетта, и именно его прапрадедушка основал Художественный музей Крокера в Сакраменто, Калифорния. Он получил стипендию в Школе Музея изящных искусств в Бостоне в возрасте 19 лет, но вскоре бросил школу,
В 1964 году  переехал в Лондон  , где и попробовал вязание.

## Карьера

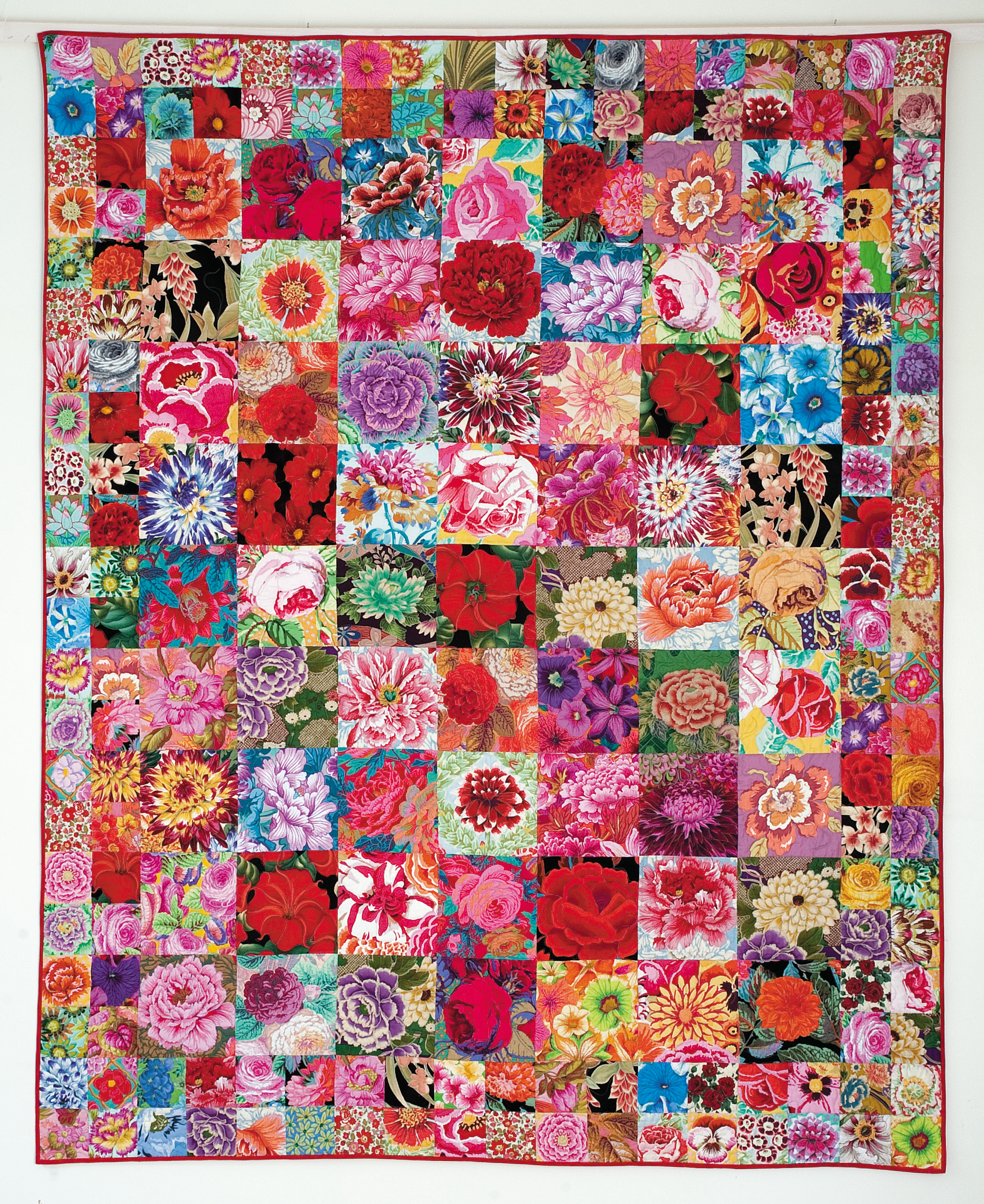
Seed Packet Quilt, Kaffe Fassett

В конце 1960-х Фассет познакомился с шотландским модельером Биллом Гиббом .
Именно с ним они  поехали на шерстопрядильную фабрику в Шотландию, и там Каффе Вдруг накупил шерсти и спиц. И уже вскоре в журнале Vogue Knitting ( Вязание) появляется целый разворот с цветными фото — дизайны вязания авторства Каффе. Все их отличали шотландские народные мотивы в эклектичной смеси с яркими калифорнийскими цветами и оттенками шерсти. Это сочетание стало фирменной фишкой Каффе Фассета.
До преждевременной смерти Гиббса в 1988 году они были очень близкими друзьями и коллегами по дизайну, а Фассетт создал множество разноцветных сложных дизайнов трикотажных изделий, которые стали одной из торговых марок Гиббса. Когда один из дизайнов Билла Гиббса был выбран Беатрикс Миллер из Vogue в качестве платья года 1970 года, ансамбль включал жилет ручной вязки Fassett, показывая, что традиционные текстильные изделия ручной работы стали приемлемым аспектом основной моды.
Гибб и Фассетт работали вместе до конца жизни Гибба, работая над последней коллекцией Гибба в 1985 году.
Фассет был поставщиком гобеленов для Women's Home Industries и ее дизайнера Беатрис Беллини, создавая комплекты гобеленов для компании в 1970-х годах. Он продолжал разрабатывать наборы для гобеленов для Хью Эрмана .
Работа в команде со своим партнером по дизайну и менеджером студии Брэндоном Мэбли позволила Каффе создавать стеганые одеяла, ткани, декорации и костюмы для Королевской шекспировской труппы, продолжая при этом заниматься изготовлением тряпичных ковриков, вязанием, гобеленами и мозаикой.
Автор более 40 книг, Фассет концентрируется на обучении колористике и этапам дизайна.
Помимо книг, он был приглашенной звездой для теле- и радиопрограмм, связанных с ремеслами, для следующих каналов: BBC и Channel 4. Также у него было свое собственное шоу Glorious Colour .
Он дизайнер ткани для Free Spirit Fabrics  и дизайнер трикотажа для Rowan Yarns.
Каффе Фассет разработал коллекцию рубашек и пуговиц, которая будет производиться и распространяться компанией Dill Button Company в феврале 2020 года.

## Выставки
Работа Фассетта были предметом персональной выставки 1988 года в Музее Виктории и Альберта в Лондоне. За всю историю существования музея, у живого художника по текстилю состоялась персональная выставка выставка. Экспозиция  побывала в девяти странах.
Выставка лоскутных одеял, вязания и шитья Фассетта в музее моды Тассель, Бельгия, в 2007 году последовала за мультимедийной персональной выставкой в 2006 году в Вальдемаре принца Евгения, Швеция.  Данное мультимедийное шоу проехало турне по Австралии и Новой Зеландии .
В 2013 году Фассет продолжил свою выставку 1988 года в Музее Виктории и Альберта выставкой «Kaffe Fassett — A Life in Colour» в Музее моды и текстиля в Лондоне. На выставке представлено более 100 работ, в том числе трикотажные изделия и пледы шириной девять футов, лоскутные одеяла, а также предметы, ранее невиданные публикой. Фассетт также разработал тактильную инсталляцию, чтобы посетители могли прикасаться к ней, чтобы лучше понять структуру, стоящую за его работой.

## Личная жизнь
Фассет проживает в Англии с 1964 года. Состоит в браке со своим партнером и менеджером студии с Брэндоном Мэбли.

## Избранная библиография
Фассет Каффе, Мабли Брендон.  Короли цвета, гуру вязания. Вдохновение, идеи, проекты Kaffe Fassett Studio /перевод с анг. Скорикова Екатерина Павловна. М: Эксмо, 2022 г. Серия: Мировые звезды рукоделия. С. 176. ISBN 978-5-04-122571-1